# Jonathan Sesma
Jonathan Sesma González (Las Palmas de Gran Canaria, 14 novembre 1978) è un ex calciatore spagnolo, di ruolo centrocampista.

## Carriera

### Club
Ha giocato nella massima serie dei campionati spagnolo e greco, e nella seconda divisione spagnola.